# مارک نیکولز
مارک نیکولز (انگلیسی: Mark Nichols؛ زادهٔ ۱ ژانویهٔ ۱۹۸۰) ورزشکار کرلینگ اهل کانادا است.
از فیلم‌ها یا برنامه‌های تلویزیونی که وی در آن نقش داشته‌است می‌توان به باشگاه امپراتور اشاره کرد.